# Ecsenius axelrodi
Ecsenius axelrodi es una especie de pez de la familia Blenniidae en el orden de los Perciformes.

## Morfología
• Los machos pueden llegar alcanzar los 5 cm de longitud total.

## Reproducción
Es ovíparo.

## Hábitat
Es un pez de mar y de clima tropical y asociado a los  arrecifes de coral que vive entre 3-36 m de profundidad.

## Distribución geográfica
Se encuentran en las Islas del Almirantazgo (Papúa Nueva Guinea) y las Islas Salomón.